# Graphania juncicolor
Graphania juncicolor är en fjärilsart som beskrevs av Achille Guenée 1868. Graphania juncicolor ingår i släktet Graphania och familjen nattflyn. Inga underarter finns listade i Catalogue of Life.